# يايلادالي (جرجر)
يايلادالي (بالكردية: Gîvdîş‏) (بالتركية: Yayladalı)‏ هي قرية كرديّة تتبع إداريّاً لمديرية جرجر في محافظة أديامان التركية، بلغ عدد سكانها 309 نسمة في عام 2021.